# Lierbyen
Lierbyen is een plaats in de Noorse gemeente Lier, provincie Buskerud. Lierbyen telt 4233 inwoners (2007) en heeft een oppervlakte van 2,93 km².
Het stedelijke gebied Lierbyen omvat de kleinere plaatsen Lier, Reistad en Kjellstad.